# Église Sant'Onofrio al Gianicolo
L'église Sant'Onofrio al Gianicolo (en français: Saint-Onuphre-au-Janicule) est un édifice religieux catholique avec cloitre dédié à saint Onuphre l'Anachorète et situé au départ de la promenade du Janicule (rione de Trastevere). Construits comme ermitage au XVe siècle, l'église et le couvent sont aujourd'hui confiés aux Franciscains de l'Atonement dont c'est la maison généralice. Elle est le siège du titre cardinalice de Sant'Onofrio al Gianicolo.

## Histoire

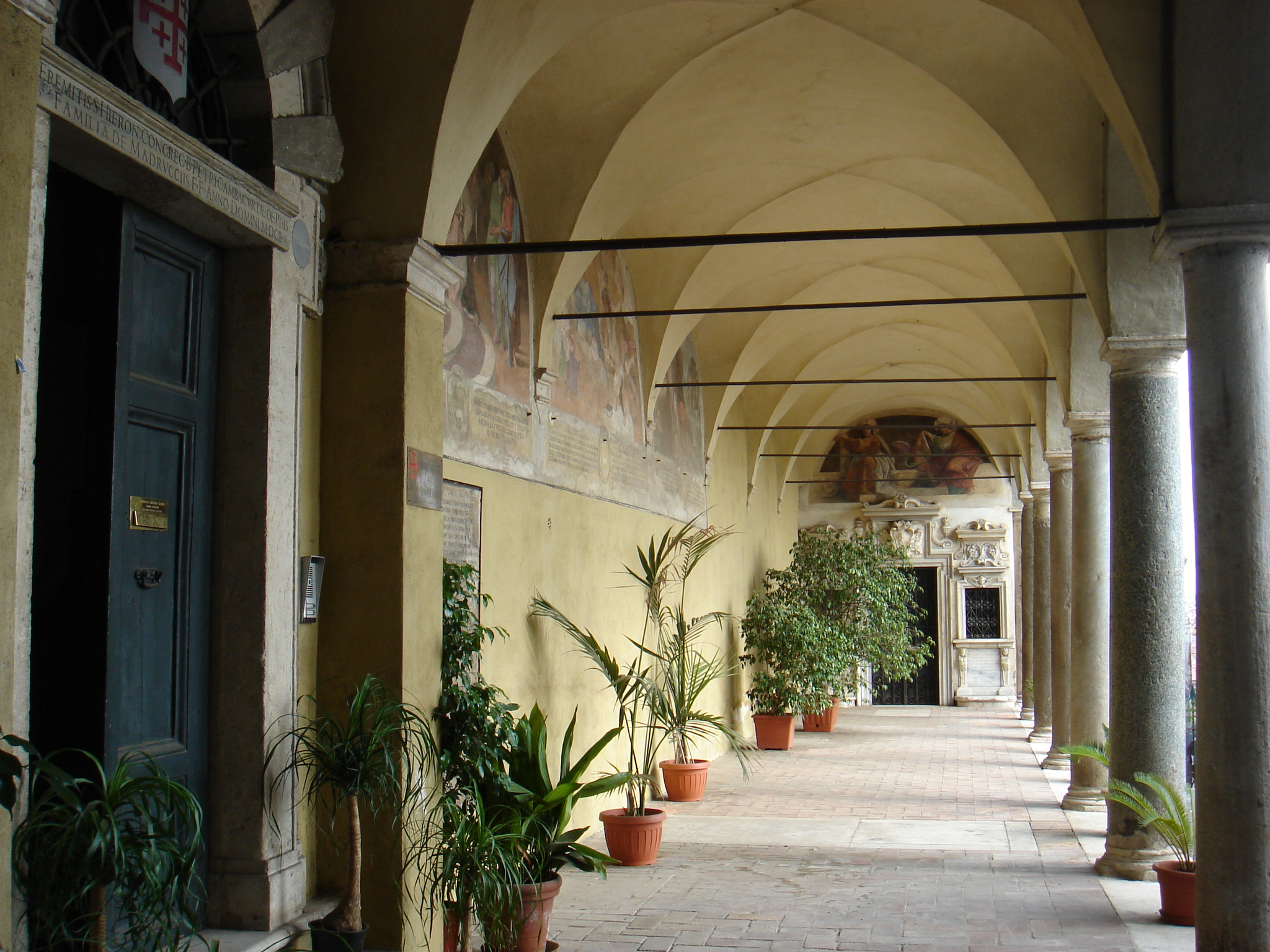
Le Portique extérieur et la chapelle du Rosaire

Fondée en 1439 sous forme d'ermitage, elle a conservé son ancien aspect.
Le cloître du couvent est peut-être la partie la plus ancienne du complexe : il a été construit dès l'origine, au milieu du XVe siècle, et dispose d'une galerie de vérandas à l'étage supérieur. Sur les murs de ses quatre cotés on peut voir des fresques illustrant des faits extraordinaires (et légendaires) de la vie de saint Onuphre. Il a gardé tout son charme d'époque.

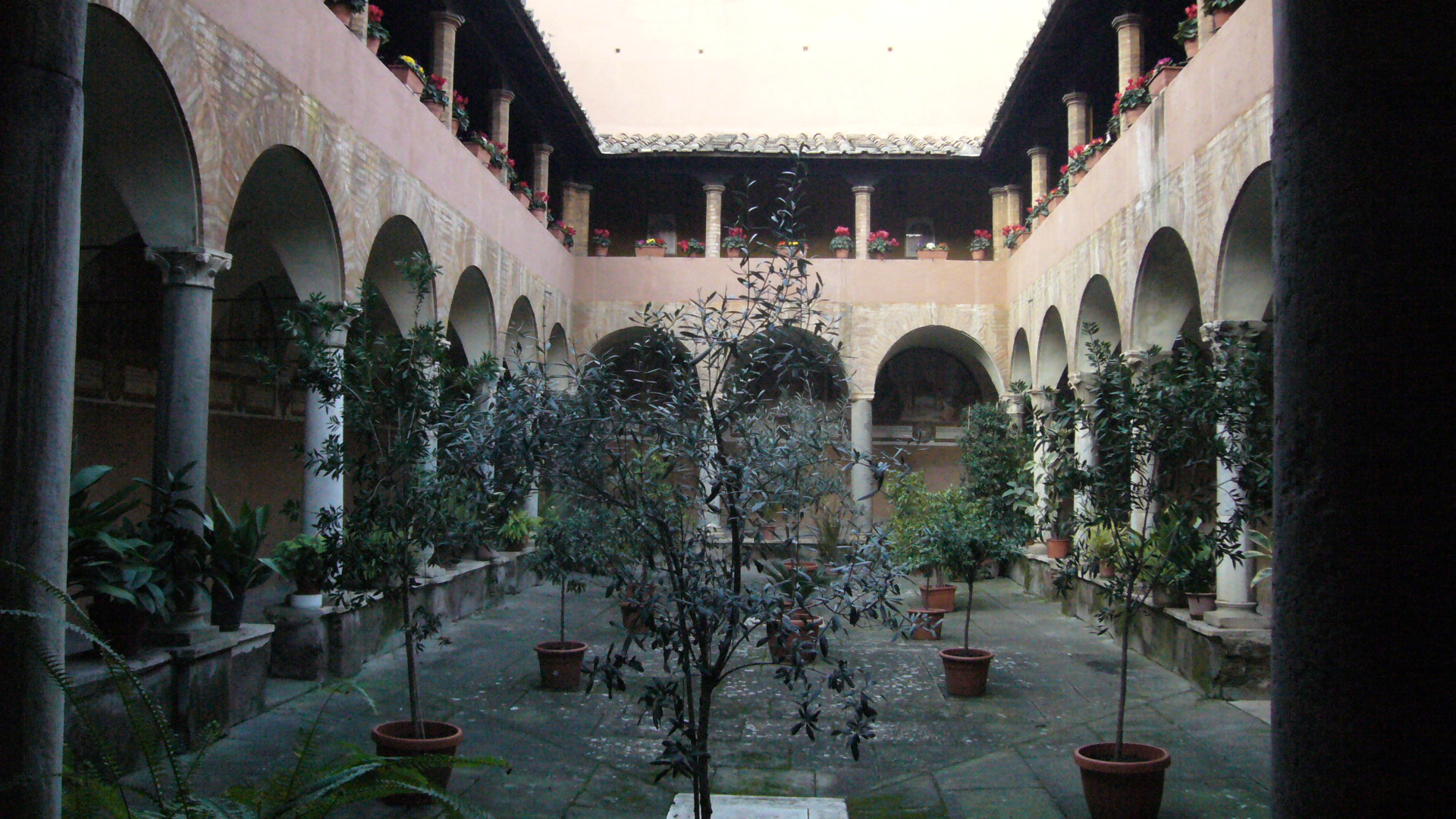
Le cloître

Le site a été utilisé par saint Philippe Neri pour les oratoires d'été de son entourage puis de sa congrégation. Ces réunions spirituelles, qui incluaient des moments de délassement, comprenaient des homélies informelles (les "ragionamenti"), de la musique (en particulier des laudes polyphoniques) et parfois de brefs sermons récités par de très jeunes garçons de 7 ou 8 ans,. L'endroit, très pittoresque et panoramique, est connu pour avoir donné refuge aux ultimes angoisses du célèbre poète Torquato Tasso, dit Le Tasse. C'est ici que le poète décéda le 25 avril 1595. En son hommage, Sant'Onofrio est devenu l'une des étapes d'artistes et d'écrivains lors d'une visite à Rome. Parmi eux, Goethe et Chateaubriand (plaques commémoratives).
Non loin du couvent - actuellement situé de l'autre côté de la "promenade du Janicule," établie entre 1865 et 1868 - a été préservé le "Chêne du Tasse", où il est dit que le poète aimait aller contempler et méditer.
Le Gouvernorat de Rome a ouvert un musée (musée Tassiano), qui recueille les reliques et le masque de mort du Tasse, à partir de 1930, puis a donné la propriété au Saint-Siège depuis les années 1930. Le 15 août 1945, le pape Pie XII a assigné l'église et le couvent à l'Ordre équestre du Saint-Sépulcre de Jérusalem, peut-être en l'honneur de la Jérusalem délivrée du Tasse.
L'église Saint-Onuphre (avec son portique) est populaire comme lieu de représentations théâtrales ou culturelles; elle est souvent choisie pour des célébrations matrimoniales plus intimes. 

### Chronologie
XVe siècle

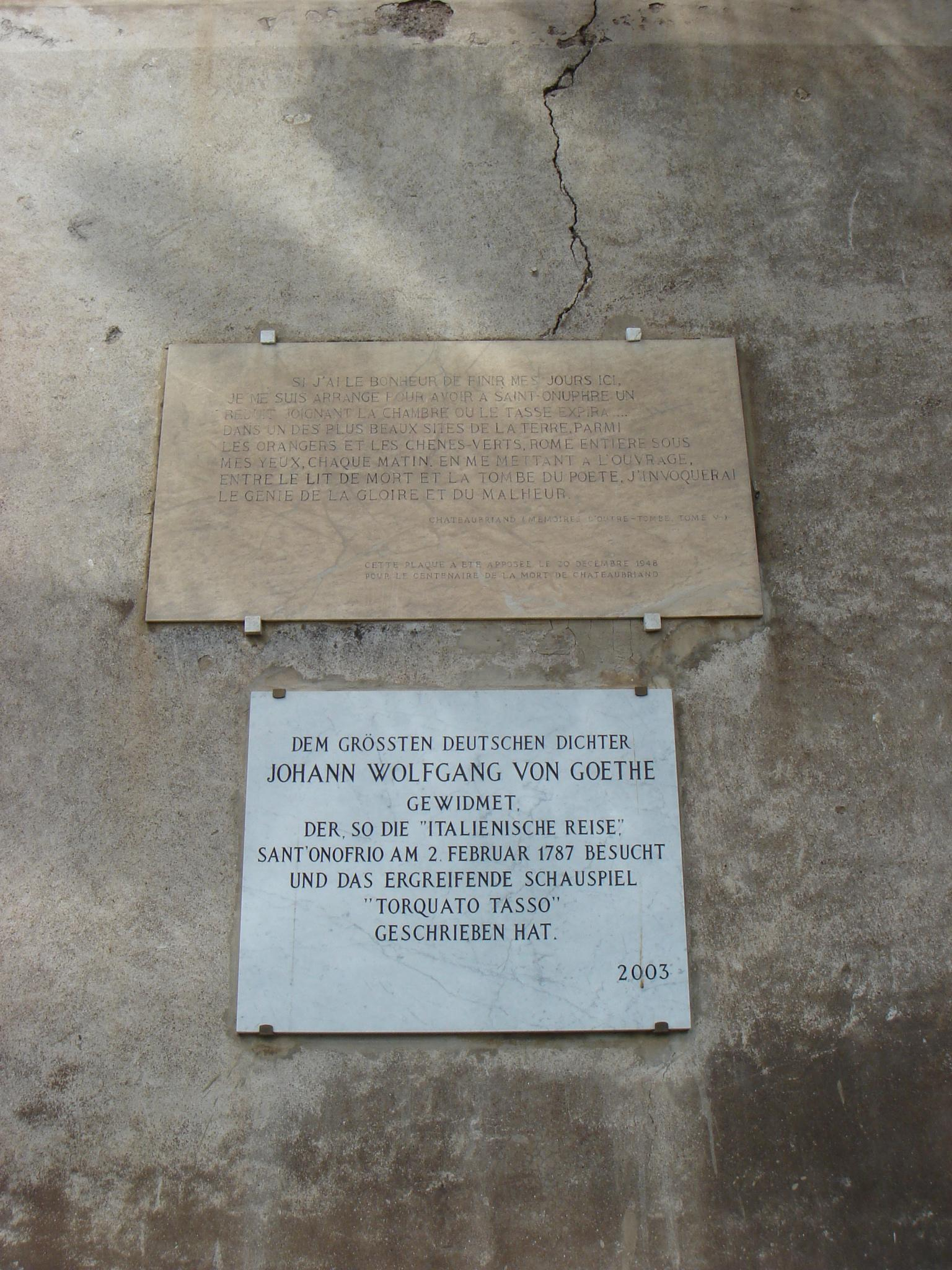
Les pierres mémorielles des visites de Chateaubriand et Goethe

- 1419 : début de la construction d'un ermitage
- 1437 : bulle par laquelle le pape Eugène IV approuve sa fondation.
- 1439 : début de la construction de l'église. L'ermitage a été confié à la congrégation des ermites de Saint-Jérôme.
- 1446 : ouverture de la « salita Sant'Onofrio »

XVIe siècle
- 1513 : Giovanni Antonio Boltraffio peint la façade de l'atrium
- 1517 : le pape Léon X crée la façade de l'église
- 1588 : le pape Sixte V l'élève au titre presbytéral. Achèvement de la construction de l'église. Travaux de décoration
- 1595 : le 25 avril, dans le couvent attaché à l'église, mort de Torquato Tasso.

XVIIe siècle
- 1600 : pour le jubilé : décoration du cloître par le Cavalier d'Arpin, Sebastiano Strada et Claudio Ridolfi.
- La salita de Sant'onofrio est pavée
- 1620 : façade baroque de la chapelle du Rosaire

XVIIIe siècle
- Visite de Giacomo Leopardi sur le sentier de Torquato Tasso
- Chateaubriand est l'hôte du couvent.
- Goethe l'a fréquenté, et le mentionne dans son Voyage en Italie.

XIXe siècle
- En 1849, Giuseppe Garibaldi, sauve la plus petite des trois cloches de l'église de Sant'Onofrio, appelée "la cloche du Tasse"

XXe siècle
- 1924 : construction de la fontaine à l'occasion de l'anniversaire de la mort du Tasse
- 1930 : reconstruction de la fontaine, afin de remplacer les pièces d'origine par des copies
- Années 1930 : la propriété du musée Tassiano va au Saint-Siège.
- 1945 : le 15 août: le pape Pie XII concède à l'Ordre équestre du Saint-Sépulcre de Jérusalem, l'église et le monastère de Sant'Onofrio sur la colline du Janicule.

## Œuvres

### Dans l'église
- Peintures du maître-autel, par Bernardino Pinturicchio (1454-1513) dans la partie supérieure
- Madone et Enfant avec un donateur, Cesare da Sesto (1477-1523), attribué à Giovanni Antonio Boltraffio (1467-1516) – fresque
- Les histoires de Marie : travail de Baldassarre Peruzzi (1481-1536) - fresques – deuxième chapelle sur la droite de l'abside
- L'autel principal, peint par Baldassarre Peruzzi (1481-1536)
- La nativité, par Francesco Bassano le Jeune (1549-1592), fils, élève et salarié de Jacopo Bassano – Chapelle du Rosaire
- Peintures de Agostino Tassi (1566-1644)
- Scènes de la vie et la légende de S. Onofrio, Giuseppe Cesari (1568-1640), Sebastiano Strada et Claudio Ridolfi - le cloître -
- Les sibylles de Giovanni Baglione (1566-1643) – fresque – portail d'entrée
- Les histoires de S. Jérôme de Domenichino (1581-1641) – 3 fresques (portique)
- L'annonciation, de Antoniazzo Romano (1460-1510) – fresque - première chapelle sur la droite
- Notre-dame de Lorette, attribué à Annibale Carracci (1560-1609) –  deuxième chapelle sur le côté droit - autel

### Chapelles latérales dédiées
- à saint Onuphre
- à la Madone de Lorette
- au Crucifié
- à saint Pie X
- à Saint Jérôme

### Autres œuvres d'art

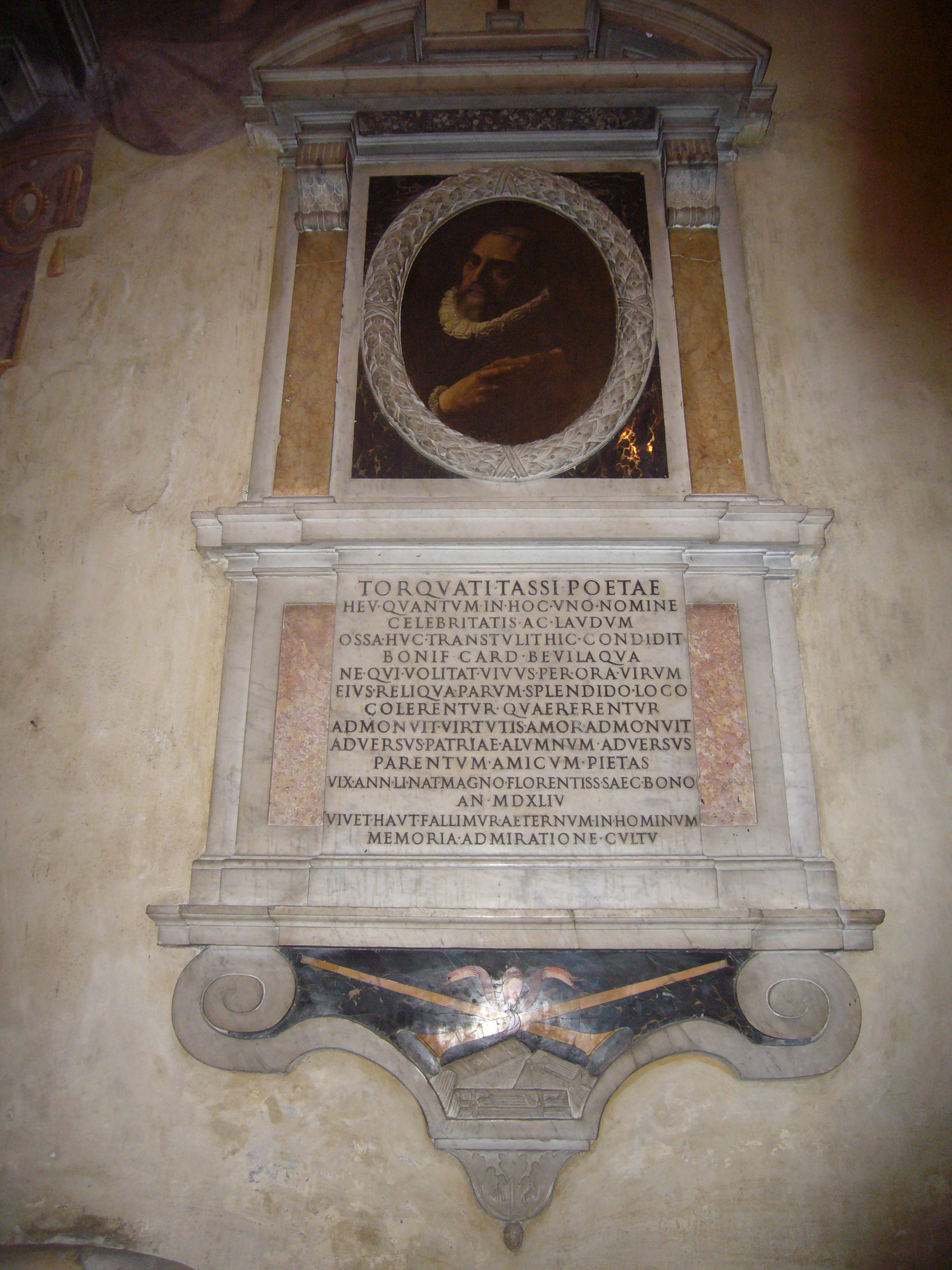
Le tombeau de Torquato Tasso, avec son portrait (1608)

L'église contient plusieurs inscriptions, dont certaines rappellent la construction de la rue (d'une œuvre commandée par le pape Sixte V) et le revêtement de sol (commandé par le pape Clément VIII).
Près du portique extérieur il y a aussi la pierre tombale de Nicolas de Forca Palena, sculpture attribuée à un anonyme toscan, dans laquelle se retrouve l'influence de Donatello.
Le passage vers le cloître abrite le tombeau du poète Alessandro Guidi, et le monument funéraire du marquis Giuseppe Rondanini.
Dans l'église, dans la première chapelle sur la gauche se trouve le monument funéraire de Torquato Tasso, tandis que sur le même côté sont logées les tombes des cardinaux Filippo Sega (avec un portrait de Le Dominiquin) et Giuseppe Mezzofanti.

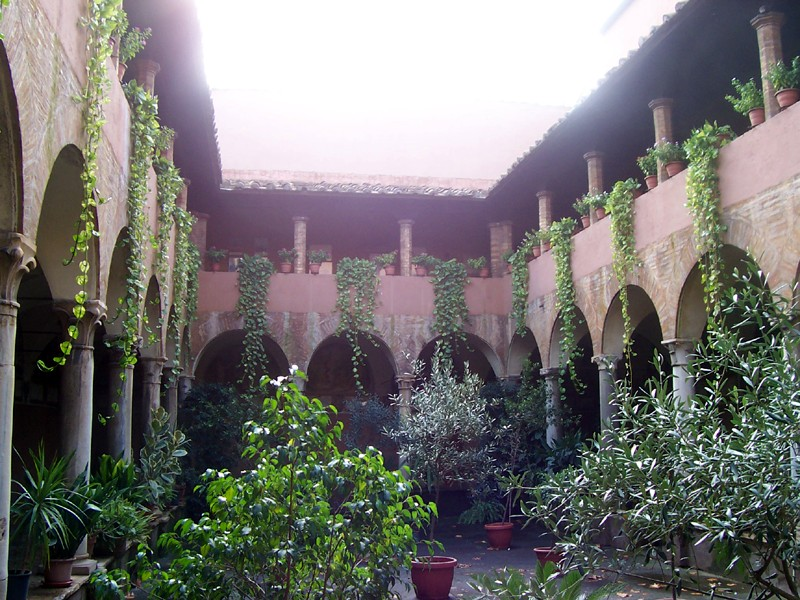
Le cloître
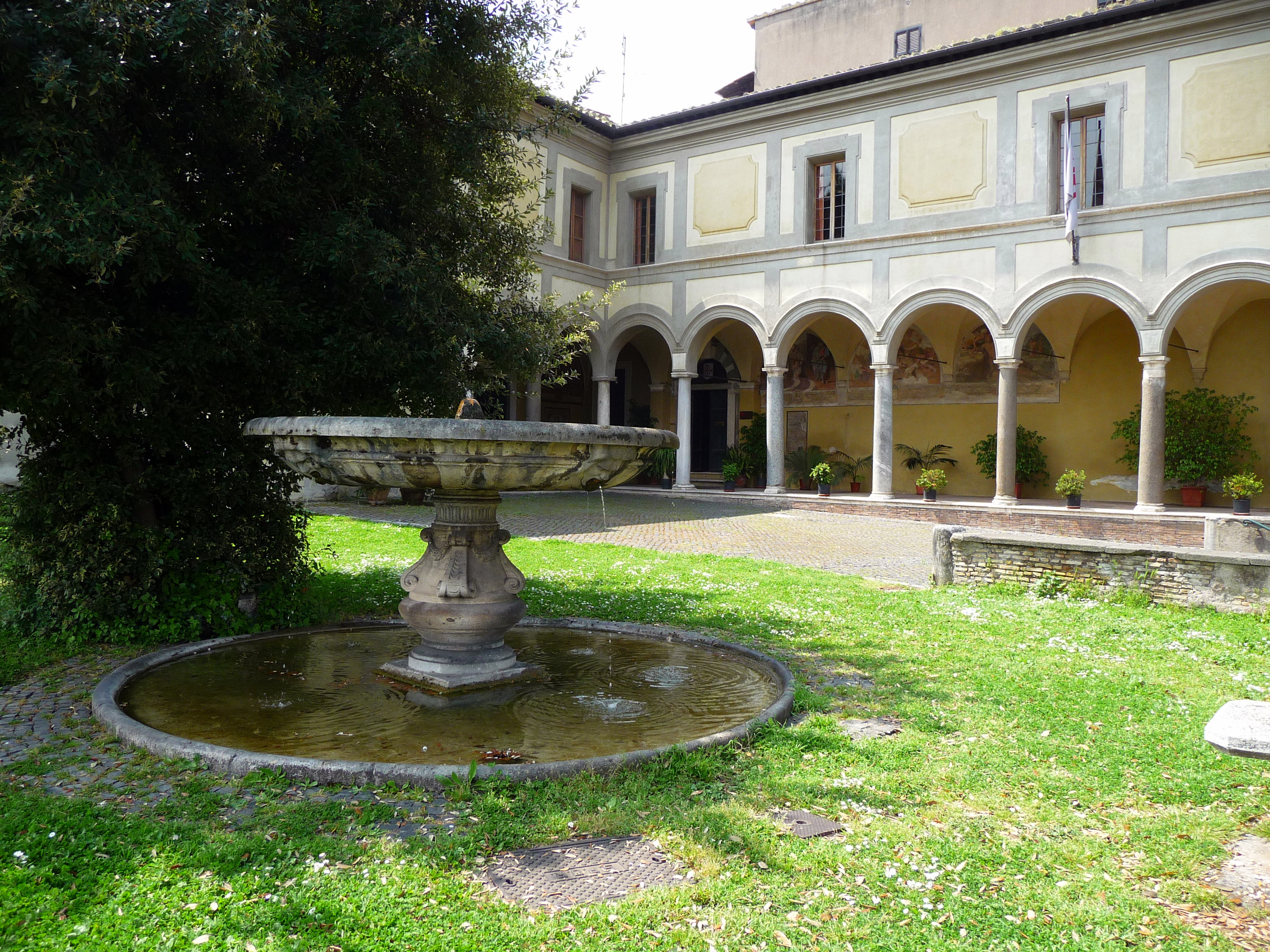
La fontaine au centre du cloitre
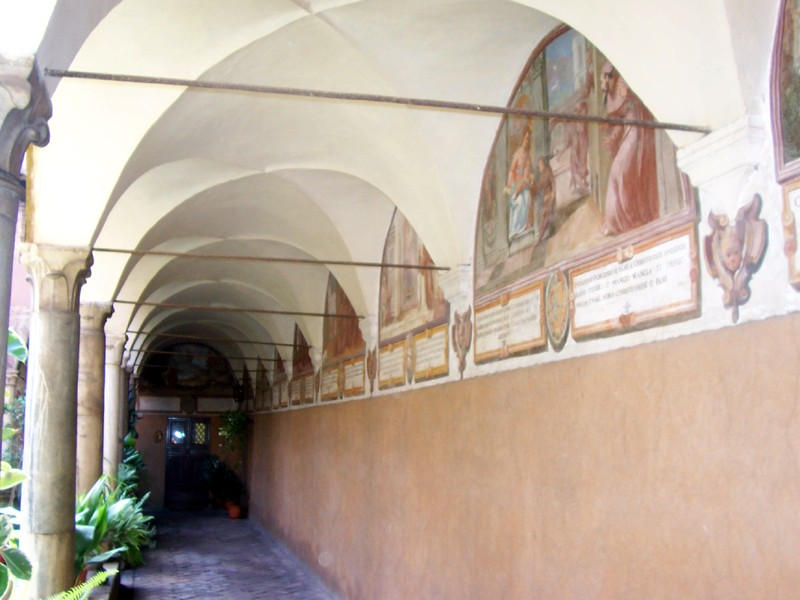
Fresques du cloitre (vie de saint Onuphre)